# Tiro com arco nos Jogos Olímpicos de Verão de 2024
As competições de tiro com arco nos Jogos Olímpicos de Verão de 2024 em Paris, na França aconteceram  durante um período de nove dias entre 25 de julho e 4 de agosto, no Les Invalides. Um total de 128 arqueiros (64 para cada gênero) competiram em cinco eventos, entre eles a competição por equipes mistas que retornou ao programa olímpico pela segunda vez.

## Qualificação
No primeiro trimestre de 2022, o Comitê Olímpico Internacional (COI) e a Federação Mundial de Tiro com Arco (World Archery) concordaram em alterar as regras de alocação das vagas olímpicas, garantindo uma ampla promoção de oportunidades geográficas universais para os arqueiros de todo o mundo. Um total de 128 vagas, com distribuição igualitária entre homens e mulheres, foram concedidas nas competições globais e continentais. Cada Comitê Olímpico Nacional (CON) poderia inscrever no máximo seis arqueiros, três por gênero. Os Comitês Olímpicos Nacionais (CON) que se qualificam nos evento por equipe poderiam selecionar três membros por gênero para garantir que cada um deles competisse nas disputas individuais.
Doze vagas estavam disponíveis para cada gênero nos eventos por equipe, com trinta e seis arqueiros competindo entre si por meio de um caminho de qualificação baseado nas equipes. Como três vagas estavam disponíveis no torneio classificatório final, o número de vagas no Campeonato Mundial foi reduzido para as três equipes que subissem ao pódio. As outras cinco vagas foram atribuídas às equipes campeãs continentais da Europa, Ásia e Américas, e às duas primeiras equipes no ranking mundial após a qualificação final.
Ao longo do processo, foram concedidas 28 vagas individuais de cotas aos arqueiros mais bem classificados no Campeonato Mundial de 2023, em Berlim, na Alemanha, nos Jogos multiesportivos continentais (Jogos Europeus, Jogos Asiáticos e Jogos Pan-Americanos), nos campeões por equipes mistas ou medalhistas de ouro individuais de tiro com arco nos campeonatos continentais (África, Europa, Ásia, Oceania e Américas) e no torneio de qualificação final.
A nação sede, França, reservou três vagas cada para os eventos masculino e feminino, juntamente com o de equipes mistas, enquanto quatro vagas deram direito aos CONs qualificados interessados em ter seus arqueiros competindo conforme o princípio da universalidade.

## Formato

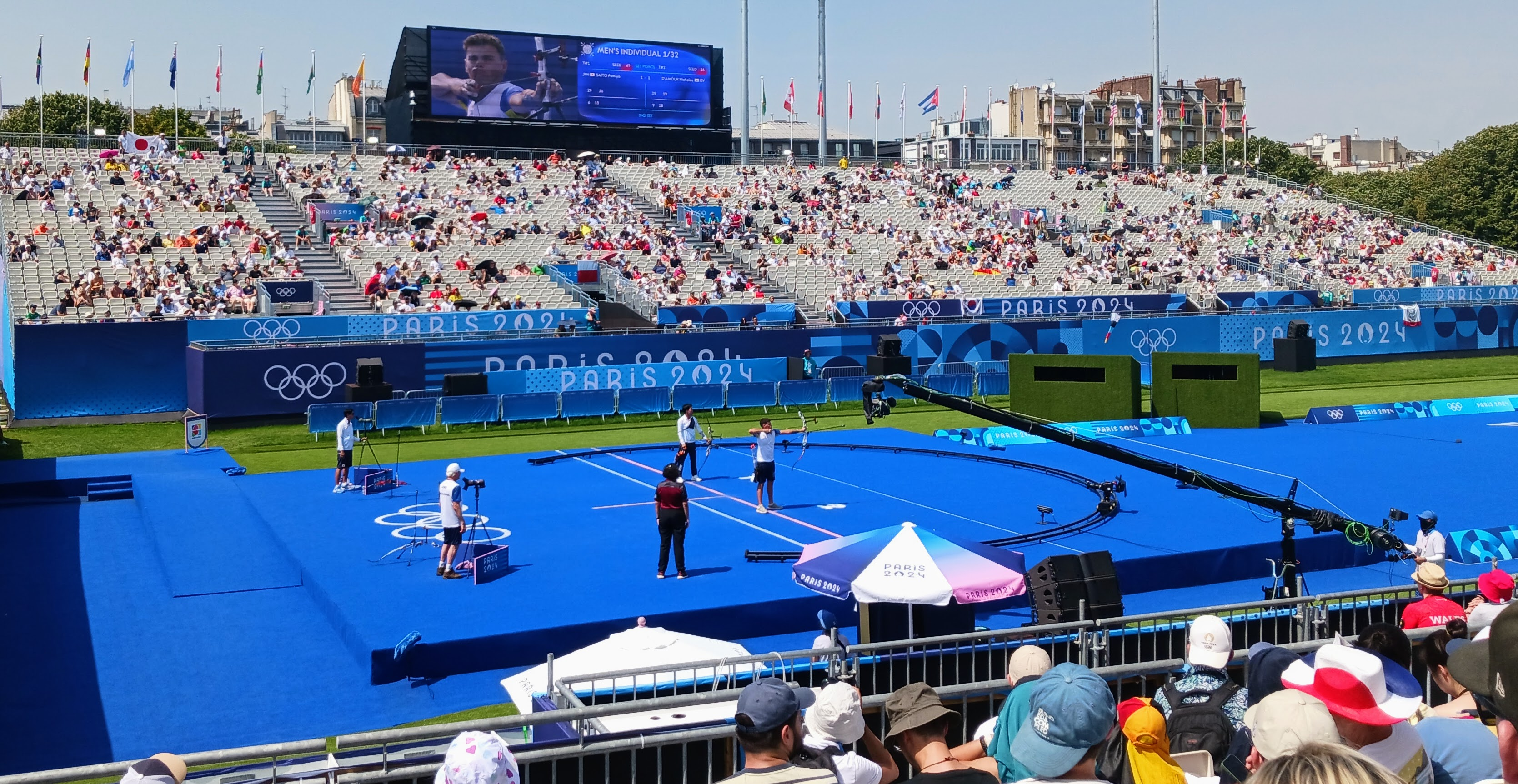
Les Invalides durante a competição individual masculina

Esperava-se que 128 arqueiros competissem nas cinco provas: individual masculino e feminino, por equipes masculinas e femininas e por equipes mistas, evento adicionado ao programa em Tóquio 2020.
Todos os cinco eventos foram disputados com arco recurvo, realizados sob as regras e distância de 70 metros aprovadas pela World Archery. A competição começa com uma rodada inicial de classificação (ranqueamento) envolvendo todos os 64 arqueiros de cada gênero. Cada arqueiro atira no máximo 72 flechas a serem distribuídas de 1 a 64 de acordo com sua pontuação. Além das pontuações individuais, a rodada de ranqueamento define o posicionamento das equipes masculinas e femininas de 1 a 12, agregando as pontuações individuais dos integrantes de cada equipe. Além disso, a rodada de classificação determina as 16 duplas qualificadas para o evento por equipes mistas (especificamente, CONs compostos por um arqueiro masculino e feminino com a pontuação máxima masculina e feminina combinadas), juntamente com os 16 melhores cabeças de chave.
Cada evento é realizado em formato de torneio de eliminação única, exceto para os derrotados nas semifinal, que decidem o vencedor da medalha de bronze.

## Calendário
As competições de tiro com arco se iniciaram com a fase de ranqueamento, um dia antes da abertura oficial dos Jogos Olímpicos, e se encerraram com as disputas por medalhas no individual masculino em 4 de agosto de 2024.
| R | Fase de ranqueamento | E | Fases eliminatórias | F | Finais |

| DataEvento           | Qui 25 jul | Sex 26 jul | Sáb 27 jul | Dom 28 jul | Dom 28 jul | Seg 29 jul | Seg 29 jul | Ter 30 jul | Qua 31 jul | Qui 1 ago | Sex 2 ago | Sex 2 ago | Sáb 3 ago | Sáb 3 ago | Dom 4 ago | Dom 4 ago |
| -------------------- | ---------- | ---------- | ---------- | ---------- | ---------- | ---------- | ---------- | ---------- | ---------- | --------- | --------- | --------- | --------- | --------- | --------- | --------- |
| Individual masculino | R          |            |            |            |            |            |            | E          | E          | E         |           |           |           |           | E         | F         |
| Individual feminino  | R          |            |            |            |            |            |            | E          | E          | E         |           |           | E         | F         |           |           |
| Equipes masculinas   | R          |            |            |            |            | E          | F          |            |            |           |           |           |           |           |           |           |
| Equipes femininas    | R          |            |            | E          | F          |            |            |            |            |           |           |           |           |           |           |           |
| Equipes mistas       | R          |            |            |            |            |            |            |            |            |           | E         | F         |           |           |           |           |

## Nações participantes
Ao todo, 53 CONs tiveram arqueiros qualificados. Entre parênteses encontra-se representada a quantidade de competidores.
- RSA África do Sul (1)
- GER Alemanha (4)
- ARG Argentina (1)
- AUS Austrália (2)
- AUT Áustria (1)
- AZE Azerbaijão (1)
- BAN Bangladesh (1)
- BRA Brasil (2)
- BHU Butão (1)
- CAN Canadá (2)
- KAZ Cazaquistão (3)
- CHA Chade (1)
- CZE Chéquia (2)
- CHI Chile (1)
- CHN China (6)
- COL Colômbia (4)
- KOR Coreia do Sul (6)
- CUB Cuba (1)
- DEN Dinamarca (1)
- EGY Egito (2)
- ESA El Salvador (1)
- SVK Eslováquia (1)
- SLO Eslovênia (2)
- ESP Espanha (2)
- USA Estados Unidos (4)
- EST Estônia (1)
- FIN Finlândia (1)
- FRA França (6)
- GBR Grã-Bretanha (6)
- GUI Guiné (1)
- ISV Ilhas Virgens Americanas (1)
- IND Índia (6)
- INA Indonésia (4)
- IRI Irã (1)
- ISR Israel (2)
- ITA Itália (4)
- JPN Japão (4)
- LUX Luxemburgo (1)
- MAS Malásia (3)
- MEX México (6)
- MDA Moldávia (2)
- MGL Mongólia (1)
- NED Países Baixos (4)
- POL Polônia (1)
- PUR Porto Rico (1)
- ROU Romênia (1)
- SMR San Marino (1)
- TPE Taipé Chinês (6)
- TUN Tunísia (1)
- TUR Turquia (4)
- UKR Ucrânia (2)
- UZB Uzbequistão (2)
- VIE Vietnã (2)

## Medalhistas
| Evento                        | Ouro                                                       | Prata                                                            | Bronze                                                      |
| ----------------------------- | ---------------------------------------------------------- | ---------------------------------------------------------------- | ----------------------------------------------------------- |
| Individual masculino detalhes | Kim Woo-jin KOR Coreia do Sul                              | Brady Ellison USA Estados Unidos                                 | Lee Woo-seok KOR Coreia do Sul                              |
| Equipes masculinas detalhes   | Kim Je-deok Kim Woo-jin Lee Woo-seok KOR Coreia do Sul     | Baptiste Addis Thomas Chirault Jean-Charles Valladont FRA França | Mete Gazoz Berkim Tümer Abdullah Yıldırmış TUR Turquia      |
| Individual feminino detalhes  | Lim Si-hyeon KOR Coreia do Sul                             | Nam Su-hyeon KOR Coreia do Sul                                   | Lisa Barbelin FRA França                                    |
| Equipes femininas detalhes    | Jeon Hun-young Lim Si-hyeon Nam Su-hyeon KOR Coreia do Sul | An Qixuan Li Jiaman Yang Xiaolei CHN China                       | Ángela Ruiz Alejandra Valencia Ana Paula Vázquez MEX México |
| Equipes mistas detalhes       | Lim Si-hyeon Kim Woo-jin KOR Coreia do Sul                 | Michelle Kroppen Florian Unruh GER Alemanha                      | Casey Kaufhold Brady Ellison USA Estados Unidos             |

## Quadro de medalhas
| Ordem | País               | Medalha de ouro | Medalha de prata | Medalha de bronze |    | Ordem por total |
| ----- | ------------------ | --------------- | ---------------- | ----------------- | -- | --------------- |
| 1     | KOR Coreia do Sul  | 5               | 1                | 1                 | 7  | 1               |
| 2     | USA Estados Unidos |                 | 1                | 1                 | 2  | 2               |
|       | FRA França         |                 | 1                | 1                 | 2  | 2               |
| 4     | GER Alemanha       |                 | 1                |                   | 1  | 4               |
|       | CHN China          |                 | 1                |                   | 1  | 4               |
| 6     | MEX México         |                 |                  | 1                 | 1  | 4               |
|       | TUR Turquia        |                 |                  | 1                 | 1  | 4               |
| TOTAL | TOTAL              | 5               | 5                | 5                 | 15 | —               |